# Neuköln
«Neuköln» es una pieza instrumental compuesta por los músicos británicos David Bowie y Brian Eno para el álbum de 1977, “Heroes”. Fue la última de las tres piezas instrumental consecutivas en el lado B del lanzamiento original de vinilo, posterior a «Sense of Doubt» y «Moss Garden».
Neukölln es un distrito de Berlín. Bowie vivió en Berlín por un tiempo en 1977, aunque no en Neukölln sino en Schöneberg. Se ha interpretado que la música refleja en parte el desarraigo de los inmigrantes turcos que constituían una gran proporción de la población de la zona. Edgar Froese, fundador de Tangerine Dream también era del sur de Neukölln. El álbum Epsilon in Malaysian Pale de Froese, fue tocado principalmente con Mellotron (al igual que «Neuköln»), fue según Bowie una gran influencia y una «banda sonora de su vida en Berlín».
Los periodistas Roy Carr y Charles Shaar Murray describieron la canción como «una pieza de estado de ánimo: la Guerra Fría vista a través de una burbuja de sangre o los últimos pensamientos de Harry Lime mientras muere en la alcantarilla en The Third Man». La sección final presenta a Bowie en el saxofón “resonando a través de un puerto de soledad, como perdido en la niebla”.
El personaje principal Christiane de la película Christiane F. – Wir Kinder vom Bahnhof Zoo, protagonizada por David Bowie como él mismo, también es del sur de Neukölln. Bowie produjo la banda sonora de Christiane F. que le dio a la película un impulso comercial.

## Otras versiones
- Philip Glass – “Heroes” Symphony (1997)[9]
- Dylan Howe – Subterranean: New Designs on Bowie's Berlin (2014)[10]

## Créditos
Créditos adaptados desde las notas del álbum.
- David Bowie – saxofón, sintetizador
- Brian Eno – sintetizador